# Северна Корея
Корейската народно-демократична република (Хангъл: 조선민주주의인민공화국; Ханча: 朝鮮民主主義人民共和國; Маккюн-Райшауер: Chosŏn Minjujuŭi Inmin Konghwaguk Чосон Минджуджуи Инмин Конхуагук), съкратена като КНДР, е държава в Източна Азия, заемаща северната част на Корейския полуостров с площ от 120 540 km².
На юг КНДР граничи с Република Корея (238 km), с която до 1948 година образуват една страна. Строго охраняваната граница между двете корейски държави следва 38-ия паралел. На север КНДР граничи с Китай (1416 km) и Русия (19 km). Дължината на държавните граници е общо 1673 km, на бреговата линия – 2495 km. На запад страната опира Жълто море и Корейския залив, а на изток – Японско море.
Често за разграничаване от Република Корея, т.е. Южна Корея, за КНДР се използва названието Сѐверна Корѐя, а понякога е наричана и „Страна на утринната свежест“.
КНДР е образувана през 1948 година от съветската окупационна зона на Корейския полуостров, който до 1945 година е управляван от Японската империя. Политическите различия с Южна Корея, заемаща територията на американската окупационна зона, довеждат до напрежение на полуострова, което в крайна сметка прераства в пълномащабен конфликт през 1950 година. Корейската война довежда до смъртта на милиони хора и на практика задълбочава различията между двете държави. Тя формално приключва с примирие през 1953 година, но без официален мирен договор. Двете корейски държави са приети поотделно в ООН през 1991 година.
Официално Северна Корея е демократична република, но де факто е еднопартийна тоталитарна държава, следваща принципите на идеологиите чучхе и сонгун. Управляваща е Корейската работническа партия под формата на коалиция с две по-малки сателитни партии (Чондоистка партия и Корейска социалдемократическа партия). Първи ръководител на страната е Ким Ир Сен, управлявал в продължение на 46 години (от 1948 до 1994). След смъртта си е обявен за „вечен президент“ и наследен от сина си Ким Чен Ир, който умира през декември 2011 г. и на свой ред е наследен от сина си и внук на Ким Ир Сен Ким Чен Ун. КНДР е най-военизираната страна в света с общо 9 495 000 души военен персонал (редовни, резервисти и полувоенни), притежава и разработва атомно оръжие и има активна космическа програма.

## География
Северна Корея е предимно планинска страна с високи планински вериги на изток и юг, хълмисти местности в централните части и плодородни равнини и низини на запад. Средната надморска височина е 482 m. Най-високата точка е връх Пектусан – 2744 m, близо до границата с Китай. На запад около Пхенян е разположена най-обширната равнина в страната. Бреговете на изток са планински и слабо разчленени, на запад са равнинни, по-силно разчленени, с множество острови и заливи. В заливите се проявяват приливи и отливи с разлики до 6 m.
Страната е богата на полезни изкопаеми. Най-важни за индустрията са въглища, олово, волфрам, цинк, уран, графит, магнезит, желязна руда, мед, злато, сол, и в по-малки количества други ценни ресурси (като сребро). Находища на нефт не са открити, но геоложки проучвания предполагат наличие на малки залежи в Корейския залив и северните гранични райони около реките Ялу и Туманган.
Климатът е умереноконтинентален, със силни валежи през лятото по време на кратък дъждовен сезон (чанма). В края на пролетта има известно засушаване след обилните пролетни валежи. Зимата трае от декември до март и варира от мека на юг, до сурова в централните северни части, където средната температура през януари е −23°C. Температурните разлики са големи. Най-ниската измерена температура е −46,5°C, а летните температури в Пхенян достигат до +30°C. През 2007 г. Северна Корея е сполетяна от най-тежките наводнения през последните 40 години, вследствие на което загиват стотици хора.
Северна Корея има гъста речна мрежа, с пълноводни реки. Най-дълга е река Амнок (Ялу), по-голямата част от която е плавателна. Всички по-големи реки, включително Амнок, Чхончхън, Тедонган и Черьон се вливат в Жълто море. Изключение прави река Туманган, която се влива в Японско море.
Горите заемат около 80% от територията. Добивът на дървесина е широко разпространен. Малка част от равнините за заети от лесостепи. Над 60% от почвената покривка е местно образувана от гранитни скали и шисти. Почвите са предимно кафяви и неплодородни заради ниско съдържание на органични вещества, но речните долини и крайбрежните равнини имат сравнително плодородна алувиална почвена покривка.
Флората включва иглолистни видове като сибирска ела, смърч, бор и корейски бор в по-високите части на страната. Западните равнини са били покрити от смесени гори, но заради обезлесяването е останала само малка част от тях. По хълмовете растат дъб, липа, бреза и явор. Фауната представена от елени, кози, тигри и леопарди, но популациите им са намалели поради обезлесяване. В равнините се срещат диви гълъби, чапли и жерави. Биоразнообразието е особено богато в района на Демилитаризираната зона, която с течение на времето се е превърнала в един от най-чистите райони в Азия.

## История

### До разделянето на Корея
По традиция за начало на корейската история се приема легендарното основаване на династията Кочосон през 2333 пр.н.е. от владетеля Тангун. Държавата на Кочосън се разраства и установява контрол над северните части на полуострова и част от Манджурия. След многобройни войни с китайската империя Хан, тя се разпада в края на 2 век пр.н.е., което поставя началото на епохата на Ранните корейски държави.
През следващите десетилетия Корейския полуостров и южните части на Манджурия се контролират от малки държави, като Пуйо, Окчо, Тоне и Самхан. През 1 век пр.н.е. започва епохата на Трите царства, когато тези области са поделени между три по-големи държави – Когурьо, Пекче и Шила. Докато Шила се развива силно с будистката си религия и поддържа приятелски отношения с Китай на династията Тан, Когурьо води ожесточени сражения с тях и Суй. През 612 година Суй рухва напълно след жестоко поражение от Когурьо, когато след една битка от 300 000 войници на Суй оцеляват само 2700. В края на 7 век Шила превзема Когурьо и Пекче с помощта на Тан, но на север се обособява държавата Пархе (Бохай), управлявана предимно от бившия елит на Когурьо.
В началото на 10 век Шила се разпада заради вътрешна нестабилност и на нейно място се образува държавата Корьо. В нея до голяма степен са продължени културните традиции на Шила. Почти тридесетгодишната война с Монголската империя през 13 век отслабва Корьо, но тя успява да се запази, макар и като трибутарен съюзник на монголците. В проблем се превръщат и японските пирати, които вече нападат и по суша. След разпадането на Монголската империя в края на 14 век в Корея настъпва тежка политическа криза, в резултат на която на власт идва династията Чосон. Новите владетели пренасят столицата в Сеул и установяват относителен мир. Под управлението на цар Седжон Велики (1418 – 1450 г.) нараства влиянието на конфуцианството и е отбелязан значителен научно-технически и културен напредък, включително разработването на корейската азбука, хангъл.
След тежки войни с манджурците през 16 век, Корея претърпява редица обществени промени, включително упадък на конфуцианството и повишаване на социалната мобилност. В последните години на династията Чосън Корея става все по-зависима от Китай и се изолира от външния свят. Владетелите на страната се опитват да се противопоставят на външната намеса от страна на САЩ, Британската империя, Русия, Япония и Франция, но са принудени да разрешат свободната търговия. През 1897 година е обявено създаването на Корейска империя, която е под постоянен японски натиск и в крайна сметка става част от Японската империя през 1910. През 1945 година, в края на Втората световна война японците капитулират, а северната и южната част на Корейския полуостров са окупирани съответно от Съветския съюз и Съединените щати.

### Корейска война и съвременна история
Още през август 1945 г. Военният департамент на САЩ, без да се консултира със СССР или корейски ръководители, определя 38-ия паралел за разделителна линия между съветската и американската окупационна зона. Впоследствие съветските власти не изказват възражения и между двете страни започват да се провеждат съвместни заседания за решаване на въпроса за обединена Корея. През 1947 година обаче двете суперсили осъзнават, че назрява блоково противопоставяне, и увеличават опитите си да установят съюзнически правителства в зоните си на контрол. На 15 август 1948, след организирани с помощта на САЩ и ООН избори, на юг се създава Република Корея, а три седмици по-късно на север се появява Корейската народно-демократична република под ръководството на Ким Ир Сен (1912 – 1994). Малко по-късно от страната се изтеглят всички съветски войски.
На 25 юни 1950 КНДР напада Република Корея под предлог, че я освобождава от марионетно правителство. Така се слага началото на Корейската война. Под бързата и масирана офанзива на Корейската народна армия, южнокорейският режим и войска рухват в рамките на няколко дни. САЩ и редица техни съюзници обаче се включват във войната през есента на 1950 под знамето на ООН, а стотици хиляди китайски „доброволчески войски“ се включват на страната на Севера. През 1951 фронтовата линия се стабилизира около 38-ия паралел, и в следващите две години се водят дълги сражения без съществен резултат. На 27 юли 1953 г. е подписано примирие между ООН, Корейската народна армия и Народната доброволческа армия на Китай. Въпреки това официален мирен договор и до днес няма, териториалните промени след войната са нищожни, а жертвите са милиони. Северна Корея е буквално срината от непрестанните бомбардировки и на територията ѝ почти не оцеляват съвременни за тогава сгради.
Възстановяването от войната е бързо и динамично, благодарение на различни петгодишни, шестгодишни и седемгодишни планове. Икономическото развитие набляга на тежката промишленост и следва сталинисткия модел на затворена икономика. Между 1966 и 1969 избухват редица малки погранични конфликти между войници от Корейската народна армия и въоръжените сили на Република Корея. Сближаването между САЩ и Китай обаче значително подобрява отношенията между двете Кореи. Постепенно Северна Корея се превръща в една от влиятелните членки на Движението на необвързаните страни. До 1976 КНДР поддържа равенство в икономическо отношение с Юга; в това десетилетие почти 40% от външната ѝ търговия е със страни извън Източния блок. Модернизирането на страната със западни и японски технологии обаче я оставя в дълг, и през 1980-те Северна Корея вече е изостанала от южната си съседка и системно се проваля в изпълнението на плановете. В тези години международната атмосфера отново се изостря. Разпадът на Източния блок довежда до сериозна криза във външната политика на КНДР, тъй като почти всички нейни досегашни съюзници, включително Китай, започват да изграждат отношения с Южна Корея.
На 8 юли 1994 Ким Ир Сен умира внезапно на 82-годишна възраст, а властта е поета от неговия син Ким Чен Ир. До 1997 г. Северна Корея претърпява серия от тежки природни бедствия, които сриват икономиката и довеждат до масов глад. Правителството затяга още повече контрола върху населението и дава приоритет на военната машина с цел да предотврати рухването на страната и да запази политическата система. Ким Чен Ир се среща с държавния глава на Южна Корея Ким Те Чжун през 2000 година, което отбелязва подобряване на отношенията между двете страни. Същата година в Пхенян се провежда и среща на високо ниво между Ким Чен Ир и Мадлин Олбрайт, в резултат на която се постига замразяване на ракетно-ядрената програма на КНДР. Твърдолинейната политика на Джордж Уокър Буш обаче слага край на политическото затопляне. През 2005 година Северна Корея се обявява за ядрена сила и провежда ядрен опит на следващата година. На 17 декември 2011 Ким Чен Ир почива от инфаркт. Властта е наследена от най-малкия му син, Ким Чен Ун. Според проучване на Световната банка, вътрешната стабилност на страната се подобрява след идването на Ким Чен Ун. Под неговото ръководство е започнало изместването на властовите центрове от армията към партията. Въпреки това продължават споровете около изключително лошото състояние на човешките права и ракетно-ядрената програма на КНДР.

## Население
Населението на Северна Корея е едно от най-хомогенните в етнически и езиков аспект, като над 99% от населението са етнически корейци. Съществуват и много малки китайски и японски общности. Според последни изчисления населението възлиза на 24 720 407 души, на 50-о място в света. Средната продължителност на живота е 69,5 години, на 155-о място в света; детската смъртност е 25,3 случая на 1000 новородени. Гъстотата на населението е 189 души на km², като 40% от населението е градско, а 60% – селско. Прирастът на населението е положителен – 0,53% на година, Очакванията през 20 век са били, че до 2010 година населението ще достигне 28,5 милиона души, но това не се случва поради глада през 1990-те години. Тогава от глад и болести загиват над 1 милион души, или 5% от населението на страната. Допълнителни фактори за намаляващия прираст са късните бракове (след напускането на военна служба), изтощението от дълги часове труд и задължителни политически активности, ограничените ресурси на семействата и влошеното здравеопазване.
Единственият официален език е корейският. Той е традиционно разделен на два основни говора: пхенянският, който се използва в КНДР, и сеулският. В различните провинции се говорят разнообразни диалекти, някои от които не са взаимно разбираеми. Писменият език използва азбуката хангъл (наричана чосонгъл в КНДР).
По традиция корейците изповядват будизъм и съблюдават ученията на конфуцианството, но броят на активно практикуващите вероизповеданието си севернокорейци е малък. В Северна Корея има около 2,7 милиона последователи на синкретичната религия чхондогьо, 14 000 християни (католици и протестанти) и 10 000 будисти. Религиозни мероприятия обаче почти няма, и въпреки гарантираната в конституцията религиозна свобода, правителството активно ограничава тези дейности. В страната има около 300 будистки храма, но на тях се гледа по-скоро като на културно наследство. Правителството гледа по-благосклонно на будизма отколкото на другите вероизповедания и отпуска средства за развитието му заради решаващата му роля в историческото развитие на страната.

### Човешки права
Северна Корея често е обвинявана от редица международни организации в системни нарушения на човешките права, включително мъчения и управление на мрежа от затворнически лагери. Въпреки членството на страната в четири ключови международни споразумения за човешките права и гарантирани в конституцията права на човека, правителството не допуска съществуването на политическа опозиция, свобода на словото, свобода на вероизповеданията и практикува колективно семейно наказание за антидържавни престъпления. Това означава, че се наказва не само набеденият за класов враг, но и членовете на семейството му до трето коляно. Тази практика се прилага въз основа изявление на Ким Ир Сен от 1972 г. „Разколниците и класовите врагове, които и да са те, трябва да се изкореняват до три поколения“. Обвинените в политически престъпления спрямо режима се арестуват от домовете им без съд и присъда и без право на каквато и да е правна защита, дори и лична, биват подлагани на изнурителни разпити и изтезания, докато не признаят „вината си“. След признаване на вината те се изпращат в лагерите Кван ли со безсрочно, което означава до живот. По същия начин се постъпва с членовете на семействата им. Те не знаят кой техен роднина е извършил „престъпление“ и в какво точно се състои то. Поради това в лагерите се държат и деца, но и възрастни и болни хора, в повечето случаи обречени на смърт.
Северна Корея широко прилага смъртно наказание, като между 2007 и 2012 са били екзекутирани 105 души. Екзекуцията се осъществява чрез разстрел, основно за антидържавни престъпления и „престъпления срещу народа“: измяна (шпионаж и дезертиране), тероризъм, планиране на преврат и „осуетяване на освободителното движение“. Правната им дефиниция обаче е неясна и приложението им е субективно. Смъртно наказание е било прилагано за кражба на кабели, измама, контрабанда, трафикантство, проституция, разпространение на порнография и наркотици.

### Образование
От 1975 г. в КНДР е осъществен преход към всеобщо, задължително 11-годишно обучение. В страната работят около 150 висши училища, като в сферата на висшето и средното профилирано образование преобладава подготовка по технически специалности. Най-голямото учебно заведение на КНДР е Университетът „Ким Ир Сен“. Други големи висши училища са Пхенянският университет за чужди езици и Политехническият университет „Ким Чхък“.

## Здравеопазване
В КНДР съществува държавно медицинско обслужване и система за медицинско застраховане. Разходите за здравеопазване са около 3% от БВП. От 1950 г. държавата отделя много внимание на здравеопазването – между 1955 и 1986 г. броят на болниците нараства от 285 до 2401, количеството на поликлиниките от 1020 до 5644. От 1979 г. акцент се поставя на традиционната корейска медицина, основана на лечение на травми и акупунктура.
Ситуацията с медицинското обслужване на населението рязко се влошава след 1990 в резултат на стихийните бедствия, икономическите проблеми и недостиг на енергия. Почти 100% от населението има достъп до прясна вода, но тя невинаги е годна за пиене. Инфекциозни заболявания като туберкулоза, малария и хепатит са ендемични в страната. Средната продължителност на живота е 68,89 г. – на 149-о място в света по оценки на ЦРУ за 2011 г.

## Държавно управление

### Конституционно устройство
Според конституцията на Северна Корея страната е „независима социалистическа държава, представляваща интересите на целокупния корейски народ“ и „водена от идеята чучхе и идеята сонгун“. От 1945 година КНДР е управлявана от Корейската работническа партия (КРП), която оттогава присъства във всички области на обществения живот. В нея членуват около три милиона души, и на теория всеки „революционен елемент“ – работници, селяни, войници и трудови интелектуалци – може да стане неин член. Политическите дейности в страната са организирани от КРП около принципите на чучхе. Тази идеология започва да се налага от Ким Ир Сен още през 1940-те години, и е по-скоро революционно-националистическа, отколкото комунистическа. В основата ѝ са принципът за разчитане на собствените сили, неоконфуцианският възглед за подготвяне на разума преди действието и поставяне на корейските идеи над чуждите. Именно заради тези схващания КРП се различава фундаментално от китайския маоизъм и съветския сталинизъм. Партията се възприема като „масова“, а не като „авангард“ на определена класа. Вместо характерната за комунистическите и работнически партии класова борба, КРП възприема принципа на борба на масите в името на националната кауза. За севернокорейския социализъм са характерни също така левия корпоративизъм, органична обществена политика и волунтаризъм, които са в пряко противоречие с марксизма в бившия Източен блок, Китай и техните съюзници. Заради тези идеологически характеристики някои западни изследователи определят Северна Корея като националсоциалистическа държава от японски тип или фашистка от европейски тип.
Върховното народно събрание е най-висшият ръководен орган в страната. Когато то не заседава, законодателната власт се упражнява от неговия Президиум. Сред конституционно записаните му функции са приемането, допълването и поправката на закони и конституцията, избирането на председател на Държавната комисия по отбрана и президент на Президиума, да одобрява икономическия план и да отчита резултатите от изпълнението му. Местата във Върховното народно събрание са 687 и се определят от всеобщи избори, провеждани с тайно гласуване на всеки пет години. Изборите обаче са формални, тъй като за всяка позиция има само един кандидат, определен от КРП, и всички места се печелят от Демократичния фронт за обединение на Отечеството, състоящ се от КРП и сателитните ѝ партии – Чондоистка партия и Корейска социалдемократическа партия. ВНС не работи независимо от партийните органи и не е известно някога да е отхвърляло, критикувало, или нанасяло промени по предлагани закони. При Ким Чен Ир (1994 – 2011) влиянието на ВНС и КРП намалява за сметка на Държавната комисия по отбрана (ДКО). Това се дължи на въвеждането на политиката сонгун, или приоритизиране на военните дела над гражданските.
Кабинетът е върховен орган на изпълнителната власт и се състои от министър-председател (Пак Пон-чжу), трима вицепремиери, 30 министри, двама председатели на кабинетни комисии, главен секретар на кабинета, президентите на Академията на науките и Централната банка, и директорът на Централното статистическо бюро. Освен трийсетте граждански министерства, има и 31-во – Министерство на народните въоръжени сили, което е пряко подчинено на ДКО. Най-висшата инстанция на съдебната власт е Централният съд, на който са подчинени областни, общински и местни народни, военни и железопътни съдилища. Подобно на останалите власти, на теория прокурорите и съдиите се назначават от Върховното народно събрание, но на практика те се избират от КРП.
Де юре държавен глава на страната е президентът на Президиума на ВНС, понастоящем Ким Йон Нам. Неговите функции обаче са по-скоро церемониални. Де факто цялата власт е съсредоточена в Държавната комисия по отбрана, оглавявана от Ким Чен Ун. Освен неин председател, от 2012 година той е и първи секретар на КРП, член на Политбюро на ЦК на КРП, председател на Централната военна комисия на КРП и върховен главнокомандващ на Корейската народна армия. Той държи и неформалното звание „върховен ръководител“ на Партията, въоръжените сили и народа. На възраст 30 години към 2013, Ким Чен Ун е и най-младият държавен ръководител в света.

### Външна политика
Външната политика и на двете корейски държави е деформирана от нуждата да поддържат огромни армии, готови да воюват една срещу друга във всеки даден момент. Тези отношения се характеризират с непрестанна враждебност, съсредоточена около Демилитаризираната зона и откъслечно нарушавана от кратки затопляния в отношенията между Сеул и Пхенян. След десетилетие на провокации през 60-те години, двете Кореи бързо затоплят отношенията си през 1970-те и на 4 юли 1972 обявяват, че ще търсят обединение по мирен път. Само след година тези преговори се провалят, но продължават да служат за пример какво може да бъде постигнато чрез дипломация. Към края на 70-те има затопляне и в отношенията със САЩ, като в същото време севернокорейското ръководство заклеймява съветския „доминационизъм“ и по международните въпроси поддържа близка до Китай политика. През 1980-те китайско-американското сближаване продължава, но отношенията с Южна Корея се влошават заради подкрепата на Роналд Рейгън за режима на Чхън До-хван. С разпадането на Източния блок и сближаването между Пекин и Сеул през 1990-те, Северна Корея попада в международна изолация.
Въпреки това за същото десетилетие се наблюдава сближаване на севера и юга. Дадено е началото на съвместен автомобилостроителен проект с Хюндай, започват преговори за прекратяване на военната ядрена програма на Севера и започва т.нар. „Слънчева политика“ на южнокорейския президент Ким Те Чжун. Той и Ким Чен Ир се срещат в Пхенян през 2000 година, което е първата среща на корейските държавни глави от 1945 година насам. Срещите с администрацията на Бил Клинтън почти постигат ракетно-ядреното разоръжаване на КНДР, но администрацията на Джордж Уокър Буш прекратява споразуменията. След 2002 година постигнатият за последните 10 години дипломатически напредък изчезва и отношенията между Пхенян и Вашингтон навлизат в състояние на трайна криза. Военната ядрена програма е основната точка на почти всички дипломатически въпроси, свързани със Северна Корея. Трите ядрени опита и ракетните изпитания между 2006 и 2012 година довеждат до налагането на редица санкции срещу Пхенян от страна на Съвета за сигурност на ООН. Северна Корея е обвинявана от САЩ и в производството на висококачествени фалшиви банкноти, и международно разпространение на наркотици, включително метамфетамини, хероин и хашиш с цел увеличаване на валутните си запаси.
Понастоящем Северна Корея поддържа дипломатически отношения със 164 страни и с Европейския съюз. Страната обаче не поддържа дипломатически отношения с редица големи международни играчи, в това число САЩ, Франция, Япония, Саудитска Арабия и Израел. КНДР става член на ООН през 1991 заедно с Република Корея, и е член на редица международни организации, включително Световната здравна организация и Световната организация за интелектуална собственост.

### Въоръжени сили
Корейската народна армия е най-голямата военна структура в света с 9 495 000 военнослужещи – 1 106 000 души редовна войска, 8 200 000 в резерв и 189 000 в полувоенни формирования. Тя включва сухопътни войски, военноморски флот, военновъздушни сили, както и полувоенната работническо-селска червена гвардия. Всички те са под контрола на генералния щаб, който е подчинен на председателя на Държавната комисия по отбрана. Изключение прави само Бюрото за артилерийска навигация, което е директно под контрола на ДКО.
Страната има масивна отбранителна мрежа, включваща над 11 000 подземни военни бази, от които 4000 са разположени в непосредствена близост до Демилитаризираната зона. КНДР притежава най-многобройните специални сили в света (180 000 души), третият най-голям арсенал от химическо оръжие, най-гъстата мрежа за ПВО, над 1000 балистични ракети, ядрени и биологични оръжия. Голяма част от военната техника е остаряла, поради което КНА прилага средства за асиметрична война като противорадарни покрития за наземно оборудване, човешки торпеда, противопехотни ослепяващи лазери, заглушители на GPS-системи и електромагнитни импулсни бомби. Северна Корея има и едни от най-способните военни хакери в света.
Според редица експерти и разузнавателни агенции, КНДР е напълно способна ядрена сила. Страната разполага с обработен плутоний за около 10 оръжия, но в края на 2010 се разбира за съществуването на свръхмодерна централа за обогатяване на уран с 2000 центрофуги, която може да бъде използвана за направата на уранови атомни бомби.

### Административно деление
Административно КНДР е организирана на три нива, единици. На най-високото са девет провинции, три региона със специален статут (Кесън, Къмгансан и Синъйчжу) и два града под директно управление (Расън и столицата Пхенян). Второстепенните единици са градове, общини, райони и окръзи. Третостепенните единици са села, квартали, предградия и работнически околии.

## Икономика
Северна Корея поддържа една от най-затворените и централизирани икономики в света от 1940-те години насам. Стопанското развитие на страната фактически започва с възстановяването след опустошенията на Корейската война. Северна Корея започва да прилага частично съветския планов модел, но с неравномерни тригодишни, петгодишни и седемгодишни планове. Икономиката първоначално отбелязва изключително високи темпове на развитие, но с преминаването от екстензивно към интензивно развитие, в началото на 1960-те години започват да възникват системни затруднения. Недостигът на специалисти, слабо развитата транспортна инфраструктура и ограничените селскостопански площи спъват дългосрочното развитие и довеждат до хронична неспособност да се достигнат целите на плановете. Така до 1980-те години Южна Корея изпреварва напълно Северна по отношение на брутен вътрешен продукт. През 1993 година официално е обявен провалът на последния седемгодишен план и правителството спира да обявява нови планове. Загубата на гарантираните пазари в Източния блок, съчетана с тежки природни бедствия, дават начало на тежък период на икономически срив и глад през 1990-те години, наричан „Изтощителния поход“. До 2000 година ситуацията се подобрява благодарение на външни хранителни помощи, но страната продължава да изпитва недостиг на храни, електроенергия и адекватна инфраструктура.
В опит да излезе от кризата, още през 1998 година правителството започва серия от икономически реформи, които узаконяват частната собственост и отслабват държавния контрол върху производството. Прокараните през 2002 година промени спират държавните субсидии за предприятията, но им се разрешава да продават продукцията на пазара, въвеждат се гъвкави работни заплати според личната производителност и се узаконяват частните селскостопански пазари. Последните значителни реформи са прокарани от Ким Чен Ун през 2012 и 2013 година. Те позволяват на селскостопанските кооперации да запазят 60% от реколтата за собствени нужди или пазар (вместо дотогавашните 30%) и дават на директорите на фабрики свободата да управляват покупки и продажби, да уволняват и наемат работници и да определят заплатите им. Безспорно най-значимият резултат от реформите е премахването на партийно-държавното управление над голяма част от производствената инфраструктура и прехвърлянето му на местни „трудови колективи“. Държавата продължава да притежава по-голямата част от средствата за производство и ръководи икономиката според план, но осигурява далеч по-големи свободи на производителите и договаря целите на плана с тях.
Брутният вътрешен продукт на глава от населението е 1700 щ.д. към 2015 година, на 213-о място в света. През 2016 година Северна Корея отбелязва най-високия ръст на БВП от 17 години – 3,9% въпреки наложените тежки санкции върху износа. Средният годишен доход на глава от населението е между 1000 и 2000 щ.д. на година по изчисления от 2013 г., но като цяло, сведенията за доходите са противоречиви. Емигранти оценяват минималния месечен доход за оцеляване на четиричленно семейство на около 15, като в по-развитите части на страната е около 30 щ.д. на семейство. Частните търговци имат далеч по-високи доходи – около 100 щ.д. месечно за съдържатели на магазини и между 500 и 700 месечно за собственици на работилници, но тези предприемачи са малцинство. Голяма част от населението работи неофициално в частния сектор. Производствената структура на икономиката обаче включва разнообразни трудово-интензивни и капиталово-интензивни производства, поради което японският икономист и специалист по севернокорейско стопанство Мицухиро Мимура нарича Северна Корея „най-бедната развита страна в света“.
В структурата на икономическата заетост на населението най-голям дял имат заетите в селското стопанство – 44%, следван от дела на заетите в промишлеността – 42%. С развитието на пазарите (чжанмадан) се забелязва появата на средна класа, която дава и началото на по-голям сектор на услугите, в т.ч. таксита, банкови карти, доставки, мобилни услуги и други. Чжанмадан се посещават от около 1,8 милиона души дневно. Според икономиста Бенджамин Силвърстайн, тези пазари дават работа на близо 1,1 милиона души, или 7,5% от общата заетост, и генерират между 4,7 и 6,2 милиарда щатски долара в годишни такси за държавата. Предизвикателство пред по-нататъшното развитие на икономиката остават голямата разлика в стандарта на живот между столицата и провинцията, ширещата се корупция и инфлацията.

### Селско стопанство
Първата аграрна реформа в КНДР започва през 1946 година, когато държавата отнема земи от по-богатите собственици в полза на по-бедните. Колективизацията е осъществена на няколко етапа и приключва през 1958 година, но кооперациите стават изцяло държавна собственост едва през 1977. Обработваемите площи възлизат на 2,2 милиона хектара, на които се отглеждат най-вече ориз и царевица.
Като цяло под 20% от територията на Северна Корея е подходяща за земеделие, и години наред се разчита на механизация и изкуствени торове, за да се произвеждат необходимите количества храна. В допълнение за целите на селското стопанство гористи местности и склонове се изсичат и се превръщат в ниви. Традиционният източник на изкуствени торове и селскостопанска техника за КНДР – Съветският съюз, се разпада през 1991. Към 1994 година недостигът на храна вече е очевиден, а на следващата година проливни дъждове се изливат над цялата страна, в резултат на което наводнения и свлачища унищожават огромни селскостопански площи (400 000 хектара). Наводненията продължават през 1996 и 1997, непосредствено след което идва непредвидена суша. Впоследствие от недохранване умират между 200 000 и 350 000 души. Още стотици хиляди загиват вследствие на болести, свързани с недохранване, като пневмония и туберкулоза. Положението се стабилизира след 2000 година, но през 2005 отново възниква сериозна опасност да се появи глад в страната, вследствие на което правителството организира „мобилизация“ на жители от градовете в помощ на земеделците. Недостигът на оборудване, електроенергия и гориво е причина в много кооперации работата да се извършва с помощта на волове. Въпреки че проблемът с глада остава, той не е толкова сериозен както през 90-те години.

### Промишленост и добив
Най-голям дял в икономиката има тежката промишленост (генерира 50% от БВП), от които най-силни са оръжейната, машинната и в по-ново време, високотехнологичната промишлености. Почти цялата продукция е насочена към вътрешния пазар, като основен потребител на произведените стоки и оборудване е Корейската народна армия. Развити са също гражданското машиностроене, химическата и текстилната промишленост. Произвеждат се автомобили, камиони, трактори, булдозери, радио и телевизионни приемници, компютри, лабораторно оборудване, влакови вагони, химикали, изкуствени торове, текстилни продукти и други. Текстилната промишленост е вторият най-силен сектор в износа, а основен вносител на севернокорейски текстилни продукти е Китай.
Към 2016 г. добивът генерира около 14% от БВП и голяма част от износните приходи, но наложените същата година от Съвета за сигурност на ООН санкции напълно ограничават износа на злато, ванадий, титан и редки земни метали, а на следващата година са ограничени износа на въглища, никел, мед, желязо и сребро. Южнокорейски организации оценяват минералните запаси на Северна Корея на 6 до10 трилиона щ.д., в това число вторите по големина резерви на магнезит в света след Китай. Въпреки тези огромни природни запаси, лошата инфраструктура и ниската добивна активност на рудниците (около 30%) са причина повечето от тези ресурси да са непокътнати.

### Инфраструктура и енергетика
Транспортната мрежа в Северна Корея е добре развита, но остаряла. През 1990 година в страната е имало около 30 000 km пътища, от които едва около 1700 асфалтирани. Вследствие на природните бедствия в средата на 90-те пътната инфраструктура е силно засегната, и днес пътищата са с обща дължина от 25 554 km, от които 724 km асфалтирани. Най-голямата и добре поддържана магистрала е от Пхенян до Уънсан, с дължина от около 200 km. Широко застъпен е железопътният транспорт. Железопътната мрежа е с дължина 5235 km, от които 3500 km са електрифицирани. Заради големите запаси от въглища в страната все още се използват парни локомотиви, за транспорт на стоки и пътници. Множеството реки, които текат през КНДР улесняват евтиния воден транспорт. Общата дължина на водните пътища е 2250 km.
Основни пристанища са градовете Хамхън, Чхънджин, Кимчхък, Хечу и Нампхо. Броят на летищата е 78, а на вертолетните площадки – 23. Основен въздушен превозвач е държавната компания Air Koryo, с редовни полети до Москва, Пекин, Банкок, Макао, Владивосток, Шънян, Берлин, Торонто и Мексико. Градският транспорт е най-развит в столицата, където населението се придвижва с трамваи, тролейбуси и метро. Заради недостига на гориво автобусите са използват рядко, но тролейбусната мрежа е редовна и бива напълно модернизирана през 2010. Автомобилите също са рядкост (макар в последно време броят им да е нараснал значително), но велосипедите са се превърнали в основния начин за придвижване на голяма част от населението, като 7 от 10 жилища разполагат с колело.
Недостигът на електричество и горива и предимно остарялото оборудване са едни от най-сериозните проблеми за страната. Северна Корея разчита на два основни енергийни източника – висококачествени антрацитни въглища и водноелектрически потенциал. През 2003 въглищата са задоволявали 82% от нуждата за твърдо гориво. Въпреки голямото наличие на този природен ресурс и множеството реки, страната страда от изключително остър дефицит на електричество заради остаряла електропреносна мрежа, проблеми при транспортирането на въглищата, недостига на течни горива като нафта, и отчасти заради наводненията, които са разрушили стените на някои ВЕЦ. През 2009 бива прокарана т.нар. „150-дневна кампания“, в която бригади от ударници частично възстановяват засегнатата инфраструктура, увеличавайки производството на електричество и въглища, а година по-късно започва изграждането на експериментален леководен ядрен реактор за производство на електроенергия, с мощност от 25 – 30 мегавата. Много от промишлените предприятия обаче, като най-големият металургичен комбинат – Кимчхък, продължават да работят на половин капацитет. В системен проблем са се превърнали кражбите на влакови компоненти и части от производствените линии в заводите.
Употребата на слънчеви панели и малки ветрогенератори се увеличава, особено в отдалечените райони на страната и провинциите без редовно електрозахранване.

## Комуникации и интернет
КНДР има адекватна, макар и ограничена комуникационна мрежа. Към 2008 броят на стационарните телефонни постове е бил 1 180 000. Мобилните комуникации са в процес на развитие. След временна забрана за притежание на мобилни телефони през 2004, ползването им е отново разрешено четири години по-късно и до началото на 2011 броят на потребителите нараства до 450 000 души. Основният оператор е Корьолинк, който е смесено египетско-севернокорейско дружество, а другият оператор е SunNet. След 2000 година по нареждане на Ким Чен Ир е предприета програма за компютризация на обществените институции. През 2002 година в Пхенян е създадено първото интернет кафе. Достъпът към интернет е ограничен до много малък брой хора, предимно военни и учени, и дори тогава той се наблюдава строго. Вместо това в страната се използва интранет мрежата Кванмьон, която съдържа цензурирано съдържание от интернет (най-вече дублирани научнопопулярни филми и статии), новини от Корейската централна новинарска агенция, търсачка и електронна поща. Електронната библиотека на университета „Кимчхък“ разполага с повече от 10 милиона онлайн статии и книги, които са със свободен достъп за обикновените потребители на Кванмьон-мрежата. Софтуер и хардуер се произвеждат на местно равнище, а като основна операционна система се използва местно разработената Червена звезда, базирана на Linux.

## Медии
Медиите в Северна Корея се контролират строго от правителството. Според организацията Репортери без граници, КНДР е на предпоследно място от 173 държави по отношение на свобода на медиите. Към 1990 телевизионните приемници са били около 250 000. Далеч по-разпространен начин за предаване на информация е радиото. Броят на радиоапаратите е около 4 000 000. КНДР излъчва и радиопрограми за чужбина посредством официалното правителствено радио „Гласът на Корея“.

## Наука, технологии и образование
КНДР провежда задълбочени изследвания в няколко основни научно-технически направления – електроника, химия, биология, ядрена физика и аерокосмически полети и военни технологии. Севернокорейските научни институти са особено силни в полимерната химия, въглеродните материали, биотехнологиите (включително клониране), нанотехнологии, математика и ядрени и ракетни технологии. Въпреки хроничния недостиг на електричество и ресурси, Северна Корея произвежда медицинско оборудване и технологии за гласово разпознаване и автоматика на световно ниво.
През 1998 Северна Корея се обявява за десетата страна, изстреляла изкуствен спътник в Космоса със собствена ракета – Кванмьонсон-1. Поради повреда в двигателите на третата степен на ракетата носител обаче спътникът навлиза в космическото пространство под погрешен ъгъл, не успявайки да влезе в орбита и след това изгаря в атмосферата. На 5 април 2009 от космодрума Мусудан-ри е изстрелян втори спътник – Кванмьонсон-2, но отново заради проблем в третата степен не успява да полети в Космоса и пада в Тихия океан. Официално КНДР става десетата космическа държава, изстрелвайки Кванмьонсон-3 на 12 декември 2012, изпреварвайки по този начин Южна Корея. Космическата програма на КНДР се направлява от Корейския комитет за космически технологии, който е обявил и по-амбициозни програми за пилотирани космически полети и разработка на космически кораби за многократна употреба. В началото на 2011 приключва работата и по втория космодрум в страната – Тончхан-ри. Космическата програма на Северна Корея също е обект на спорове, тъй като според САЩ, Япония и Южна Корея тя служи като прикритие за тестване на междуконтинентални балистични ракети.

## Култура и общество
Корейската цивилизация е една от най-старите в света и съществува вече над 5000 години. Голяма част от културното наследство на КНДР и Република Корея се е формирало при съществуването на най-могъщата корейска държава – Чосън, царство от 1392 до 1897, и после империя до 1910. Корея има вековни и нееднозначни културни взаимоотношения с Китай и Япония, но 20 век се оказва преломен както за Южна, така и за Северна Корея. Периодът на японския колониализъм изиграва ключова роля за формирането на забележими обществени разделения в корейското общество. Особено тежък е периодът след 1937 година, когато колониалните власти активно потъпкват корейската култура, забраняват употребата на корейския език и принуждават местните да възприемат японски имена. В същото време малък брой корейци се възползват от разтегнатата от войната японска администрация и започват да градят собствена кариера. Това противопоставяне на малко, сравнително благоденстващо малцинство и репресирано мнозинство, заедно с набиращите сила комунистически и националистически течения, създават огромно вътрешно напрежение в корейското общество. Масивната японска индустриализация на полуострова разрушава социалната тъкан като превръща корейците в човешки капитал, работещ в промишлените предприятия от Манджурия до Япония. С внезапното прекратяване на колониалния статут на Корея всички тези противоречия излизат наяве, оплитат се в интересите на САЩ, СССР и Китай на полуострова, и оставят дълготраен отпечатък върху съзнанието на корейците както на юг, така и на север.
Съвременното севернокорейско общество е формирано в рамките на последните 60 години и е уникално по своя характер. То е продукт изцяло на усилията и виждането на Ким Ир Сен, който управлява с неограничена власт от края на 1950-те години до 1994. Докато Южна Корея попада под разнообразни културни влияния през 20 век, Северна Корея изцяло отразява мирогледа на своя създател, който лично участва в строежа на столицата, определя местоположението и стила на сградите и собственоръчно планира всеки детайл от ежедневието на своя народ. Неговата лична философия, основана на конфуцианството и ученията на Маркс, Ленин и Хегел, е отразена в силно йерархичното, класово, милитаризирано и тоталитарно общество на Северна Корея. Произведенията, написани от Ким Ир Сен или под негово ръководство се считат за „класически“. Културното изразяване е предимно дидактическо, т.е. служи като проводник на чучхе и пропагандира идеите на революцията и обединението на Корея. С изключение на периодични международни събития, жителите на страната нямат пряк достъп до чуждо културно влияние.

### Обществена структура
По време на династията Чосън, конфуцианската доктрина категоризира населението в четири основни слоя: официални лица (благородници), администратори, обикновени хора (селяни, занаятчии, търговци) и „презрени“ индивиди, които са най-ниския слой от обществото. След 1945 тази система е променена с цел да отрази новата политическа действителност и функционира само в три класи: доверената, съставена от потомци на антиколониалните бунтовници; колебливата, която включва работници, селяни и интелектуалци; и нежеланата, съставена от потомци на привилегированите от колониално време. Това класово разделение се нарича сънбун и е от съществено значение за социалното развитие на севернокорейците. Той може лесно да бъде влошен поради мързел, некомпетентност или идеологическа некоректност, но е много трудно да бъде подобрен. Сънбун определя в какви условия живее индивида и колко високо може да се изкачи в йерархията. Индивидите с най-добър сънбун – принадлежащите към доверената класа – получават най-добрите длъжности, образование, жилища и здравни услуги. Севернокорейците от нежеланата класа са ограничени в своето социално развитие, могат да работят само в колективно стопанство или фабрика и не могат да пътуват до други градове или региони. Системата е наложена със сравнително малко репресии, но все пак предизвиква недоволство на всички нива и има отрицателен ефект върху морала на гражданите и икономическата ефективност.
Обществото обаче е силно сплотено от култа към личността на Ким Ир Сен. Към 1992 година в страната е имало близо 40 000 негови статуи. Гражданите и туристите са задължени да полагат цветя пред тях на определени празници или при посещение. Портрети на Ким Ир Сен и Ким Чен Ир има на всяка гара и летище в страната. Всяко домакинство е задължено да има двата портрета на специално определена за целта стена, а възрастните носят значки с техните портрети над сърцето. Почитанието на огромното мнозинство от севернокорейците към Ким Ир Сен е искрено. Избягалите от страната дисиденти, които напълно осъзнават ексцесиите на култа, също имат непоклатимо чувство на уважение към Ким като ръководител и личност. Трябва да се отбележи, че култът към личността в Северна Корея продължава да е към Ким Ир Сен, докато наследниците му са само носители на това почитание.
Заедно с предаността към ръководството на страната, държавната пропаганда акцентира и върху традиционните семейни връзки. Семействата обаче са заедно през деня само в неделя. Това е единственият ден, в който семейството не е заето с работа, учене, сесии по самокритика и военно обучение. Още от детска възраст започва присъединяването на севернокорейците към държавните институции – първо в Пионерския корпус между 9 и 11-годишна възраст, после в Социалистическата младежка лига между 14 и 16-годишна възраст. След 16-годишна възраст много севернокорейци взимат участие в безплатен труд по строителни обекти, земеделски стопанства или пътища. За много младежи това е възможност да общуват със свои връстници или приятели извън строго контролираното ежедневие. Три или четири пъти в седмицата се състоят задължителни политически кръжоци с изучаване на книги на Ким Ир Сен и обсъждане на актуални събития. Веднъж в седмицата гражданите са задължени да присъстват на сесии по самокритика, които са едни от най-трудните моменти в живота на севернокорейците.

### Изкуство и архитектура
Традиционните корейски изкуства се характеризират с простота и спонтанност, отличавайки се от сложния, тежък китайски маниер и чистотата на японското изкуство. В периода Корьо (10 – 14 век) те подхождат свободно към формата, а по време на Чосън (15 – 20 век) се преориентират към дух на вътрешна стабилност и самоконтрол под влияние на дзен-будизма. В наши дни творческият процес в изкуствата се управлява стриктно от Корейската работническа партия чрез няколко подопечни институции, сред които Отдел по култура и изкуства и Отдел по пропаганда и агитация. Основната творческа институция в Северна Корея е творческото студио „Мансуде“. То е вероятно най-голямото творческо студио в света с повече от 4000 души персонал и над 1000 артисти, и изнася творби за редица страни в Африка, Азия и Европа. Почти всички съвременни литературни, музикални, изобразителни и филмови произведения включват идеологически елементи. Основният музикален жанр е „революционната опера“, базирана на традиционното корейско оперно изкуство чхангук, а най-популярната поп група в страната е Moranbong Band. Севернокорейските филми са разнообразни интерпретации на революционната борба, но някои, като „Сказание за Чун Хян“ и „Хон Гилдон“ са филмови адаптации на народни приказки. Мнозина севернокорейци се отегчават от повтарящите се истории във филмите и ги гледат предимно заради любимите си актьори.
Корейските традиции намират силен израз в архитектурата на страната. Сред най-ярките образци на съвременната севернокорейска архитектура са Монументът на идеята чучхе, Триумфалната арка, хотел Рюгьон и Музеят на корейската революция. Последният е и една от най-големите сгради в света с площ от 240 000 квадратни метра. Традиционната корейска архитектура е повлияна от даоизма, конфуцианството и будизма, геомантията, концепциите за петте елемента и ин-ян. Характерна нейна особеност е стремежът към хармония с природата и заобикалящата сградите среда. Традиционният корейски дом се нарича ханок. В севернокорейската им разновидност ханок са с квадратна форма, малки прозорци и нисък покрив с цел да запазват топлината в студените зимни месеци. Гробници на Когурьо става първият обект в Северна Корея, който е включен в списъка на ЮНЕСКО за световно наследство. Той се състои от 63 индивидуални гробници, намиращи се в градовете Пхенян и Нампхо и останали от времето на раннофеодалната държава Когурьо.

### Спорт
Спортът присъства много силно в съзнанието на севернокорейците. Учениците и студентите участват в задължителни спортни активности след училище, включително футбол, волейбол, хандбал, тенис на маса, бокс, гимнастика и лека атлетика. Интересът към турнирите, особено футболното първенство, е много голям и мачовете се излъчват по телевизията. Спортът е популярен начин за избягване от натовареното ежедневие и основен начин за развлечение. Най-мащабното спортно събитие са масовите игри Ариран, в които историята на страната бива представена с музика, танци и гимнастически упражнения изпълнявани от 100 000 спортисти в пълен синхрон. Те се провеждат на многофункционалния стадион Рунгнадо с капацитет от 150 000 души, което го прави най-големия в света. Пхенянският маратон е друго значимо спортно събитие. Той е класифициран като „бронзово спортно събитие“ от Международната асоциация на лекоатлетическите федерации и през 2014 година за пръв път позволява участието на аматьори от цял свят.
На международно ниво Северна Корея има успехи във футбола, атлетиката и Олимпийските игри. Най-големият успех на националния отбор по футбол е на Световното първенство през 1966, когато побеждават Италия и достигат четвъртфиналите, но отпадат от Португалия с 3:5. Второто участие на отбора е през 2010, когато отбелязват три загуби – с 1:2 от Бразилия, с 0:7 от Португалия и с 0:3 от Кот д'Ивоар. Първото участие на Северна Корея на олимпиада е през 1964 в Инсбрук, където страната спечелва един сребърен медал. Първото севернокорейско участие на лятна олимпиада е през 1972 в Мюнхен и оттогава насам Северна Корея участва и печели медали на всички летни олимпийски игри с изключение на бойкотираните в Лос Анджелис през 1984 и Сеул през 1988. Най-добрите представяния са в Барселона през 1992 година (четири златни и пет бронзови медала) и Лондон през 2012 (четири златни и два бронзови медала). На игрите в Лондон Ким Ун Гук поставя олимпийски и световен рекорд по вдигане на тежести в категорията до 62 килограма.

## Други
- Външна политика на Северна Корея